# Mytilini
Mytilini (alternativt Mitilini eller Mytilene, (græsk: Μυτιλήνη)) er hovedstaden på øen og præfekturatet øya Lesbos i de nordlige ægæiske øer i Grækenland.
Byen har omtrent 36.000 indbyggere og ligger på den sydøstlige ende af øen og havde i gamle dage to havne, der var forenede med en kanal, som gik igennem byen. Den nuværende havn har færgeforbindelse til de nærliggende øer Limnos og Chios og til Avyalik i Tyrkiet. Havnen har også færgeforbindelse til Piræus ved Athen og Thessaloniki. Ca. 8 km fra byen ligger flufthavnen Mytilini Airport.
Det ægæiske universitet (græsk: Πανεπιστήμιο Αιγαίου) har sit hovedcampus i Mytilini. Byen er også sæde for en metropolitisk biskop for den ortodokse kirke.